# Ligne Syracuse-Raguse-Vizzini
La ligne de chemin de fer de Syracuse à la jonction de Giarratana puis Raguse, ou jonction Giarratana-Vizzini était une ligne à voie étroite sicilienne, qui traversait la vallée de l'Anapo où se trouve la très importante nécropole de Pantalica.
Ouverte entre 1915 et 1922, la section Giarratana – Raguse est fermée peu après la Seconde Guerre mondiale, et son exploitation définitivement supprimée en 1956. La ligne était en concession à la société anonyme des chemins de fer secondaires de Sicile.

## Histoire
Le premier projet de la ligne remonte à 1884 mais la construction est réalisée de nombreuses années plus tard. À cet effet, en 1911 à Rome, la Società Anonima per le ferrovie secondarie della Sicilia (SAFS) est constituée et obtient la concession au début de l'année suivante. La première section de Syracuse à Solarino est inaugurée le 19 juillet 1915 par des locomotives à vapeur construites par Breda. Le 15 janvier 1918, un tronçon de 16,5 km est mis en service entre Palazzolo Acreide et la jonction de Giarratana. Près de cinq ans plus tard, le 22 décembre 1922, la  branche de 30 km est enfin inaugurée jusqu'à Raguse, mais il faut attendre le 26 juillet 1923 pour l’achèvement du dernier tronçon de 27,5 km, entre la jonction de Giarratana et Vizzini.
L'activité voyageurs est d'emblée peu productive, étant donné l'éloignement des gares des centres habités de l'intérieur ; mais à la suite du raccordement au port de Syracuse (réalisé avec beaucoup de retard en 1927), un important transport de wagons de fret est mis en place étant donné l'utilisation intensive de l'asphalte de Raguse pour extraire des hydrocarbures dans les années trente ; le trafic de fret augmente tellement qu'il faut louer des locomotives à vapeur FS à voie étroite plus performantes pour le transport jusqu'à l'embarquement dans le port de Syracuse.
La ligne connait son heure de gloire en 1933 lorsque le roi Victor-Emmanuel III visite la nécropole de Pantalica, voyageant à bord d'un train décoré de façon festive.
Pendant la guerre, en 1943, la ligne est utilisée par les alliés pour le transport de troupes et de matériel pour l'offensive contre les troupes italo-allemandes à Palazzolo.

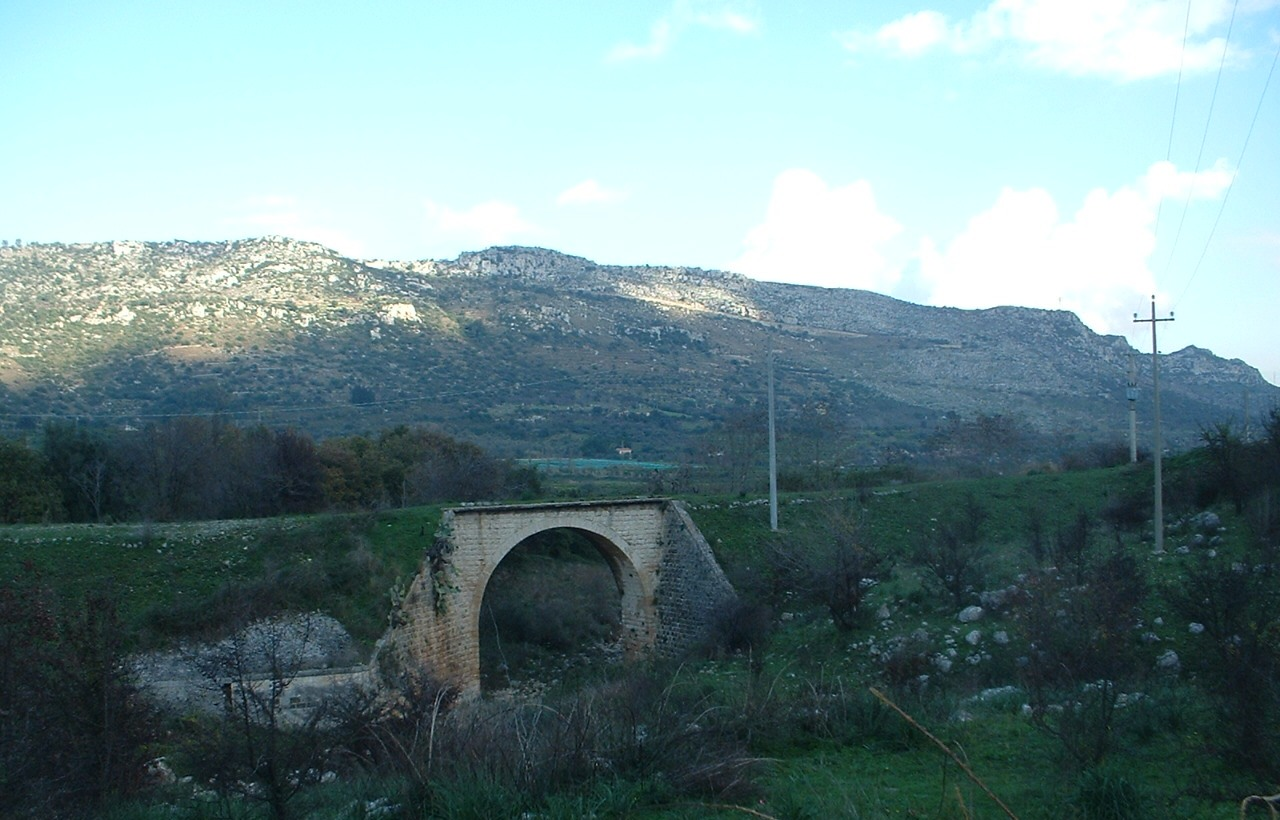
Pont ferroviaire sur le tronçon désaffectée Syracuse-Ragusa-Vizzini, près de Solarino.

En raison de la diminution du trafic de marchandises à la suite de la crise d'après-guerre, en 1949, le service de passagers n'est maintenu qu'entre Syracuse, Palazzolo et Buscemi et l'exploitation est suspendue dans les sections suivantes jusqu'à la jonction de Giarratana, Ragusa et Vizzini. L'activité du tronçon restant prend fin à 09 h 30 le 30 juin 1956 lorsque (à la suite du décret du ministre des Transports Armando Angelini, ordonnant la fermeture des branches dites « sèches » des chemins de fer) le dernier train, parti de la gare de San Paolo Solarino, atteint la gare de Siracusa Nuova avec le dernier matériel roulant mis de côté. Plus tard, les rails et les traverses sont démontés. L'itinéraire, devenu un chemin, s’avéra praticable en voiture à travers les gorges en surplomb pour atteindre la nécropole, avant son acquisition par la province de Syracuse. Aujourd'hui, il n'est plus librement accessible pour sauvegarder l'intégrité naturel de la zone. La gare Siracusa Nuova et ses systèmes associés sont abandonnées, acquise par la municipalité de Syracuse à la fin des années 1970 et transformée en parking pour les moyens du service écologique municipal.

### La ligne aujourd'hui

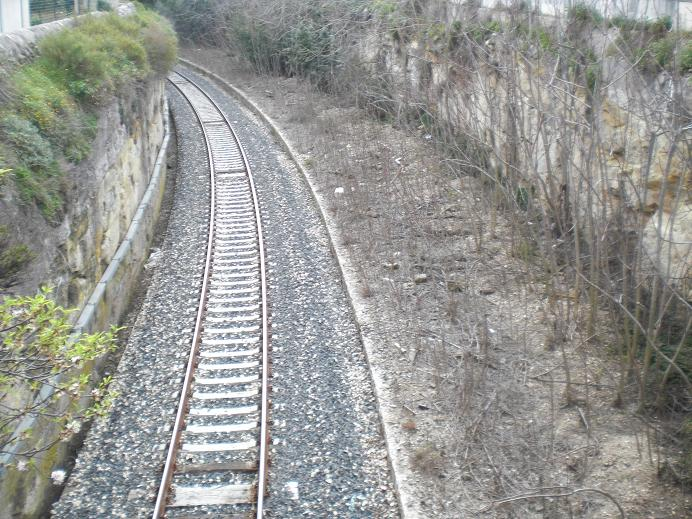
La ligne à hauteur de Raguse.

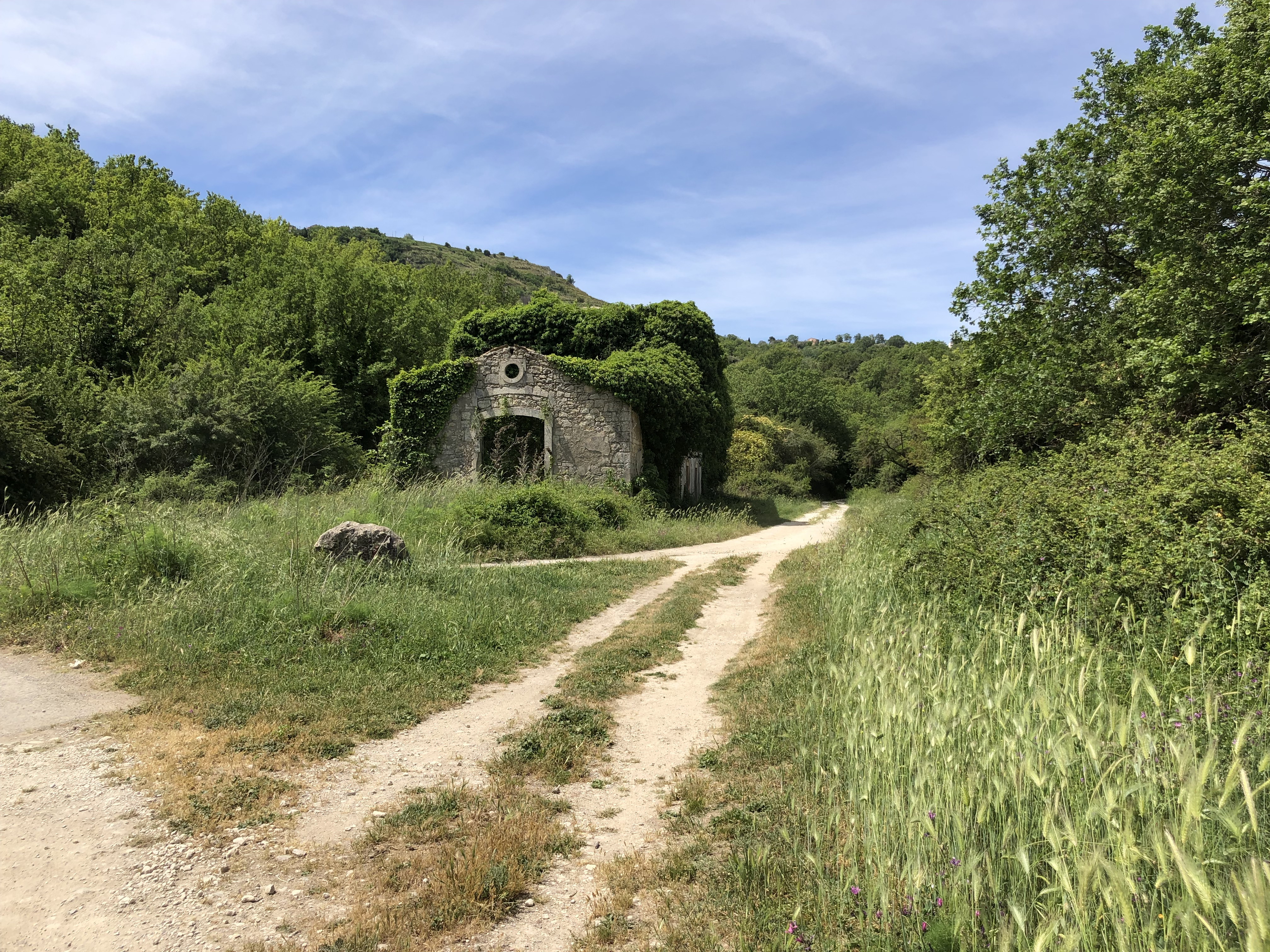
Ancienne gare de la ligne Syracuse-Raguse.

Depuis la fermeture de la ligne en 1956, l'itinéraire a changé d'aspect et de destination en divers points.
- En 1973, lors de travaux d'agrandissement du circuit automobile de Syracuse, environ 2 km voie sont supprimées par la piste du nouveau complexe sportif.
- Dans le tronçon entre Syracuse et Solarino, étant donné l'abandon complet, peu de souvenirs historiques subsistent.
- Dans le tronçon le plus évocateur de la vallée de l'Anapo, du km 28,5 de la gare de Sortino-Fusco au km 49,9 de la gare de Palazzolo Acréide, le parcours est transformé en piste cyclable / piétonne.
- Entre les gares de Buscemi et Giarratana, un tronçon de 5,9 km est asphalté en juin 2007, le transformant en route municipale.
- En juillet 2007, c'est au tour d'un deuxième tronçon de 1,8 km d'être adapté en route entre l'ancienne jonction de Giarratana et la gare de Giarratana.
- Dans les zones montagneuses de la province de Raguse, entre la jonction de Giarratana et la gare de Chiaramonte Gulfi, un itinéraire de 4,3 km est adapté en un chemin de terre pouvant être parcouru en voiture.
- Sur le plateau hybléen, le parcours ressemble à un sentier délimitée par les murs de pierres sèches typiques de la région avant de disparaître dans le tissu urbain de Raguse.
- La dernière présence de cet itinéraire est la section en tranchée ouverte du croisement de Raguse en longeant la ligne Syracuse-Gela où les traverses des voies sont encore clairement visibles.